# Рис, Дэвид
Дэвид Рис (англ. David Rees; род. 25 февраля 1943, Барнард-Касл, Дарем) — канадский лыжник и функционер. Участник зимних Олимпийских игр 1968 года.

## Биография
Дэвид Рис родился 25 февраля 1943 года в британском городе Барнард-Касл.
В юношеские и юниорские годы выступал как в лыжных гонках, так и в слаломе и прыжках с трамплина. Побеждал в этих дисциплинах на провинциальных и национальных соревнованиях, а также на турнирах в США.
Выступал в соревнованиях по лыжным гонкам за канадский клуб «Норт-Бэй Скай Рэйсерз». Завоевал одиннадцать медалей на чемпионатах Канады. В 1963 году был признан лучшим спортсменом Оттавы.
В 1962—1972 годах входил в сборную Канады по лыжным гонкам.
В 1964 году был запасным в составе национальной команды для участия в зимних Олимпийских играх в Инсбруке.
В 1968 году вошёл в состав сборной Канады на зимних Олимпийских играх в Гренобле. На дистанции 15 км занял 61-е место, показав результат 58 минут 25,9 секунды и уступив 10 минут 31,7 секунды завоевавшему золото Харальду Грённингену из Норвегии. На дистанции 30 км занял 58-е место с результатом 1 час 52 минуты 46,6 секунды и уступив 17 минут 7,4 секунды победителю Франко Нонесу из Италии. На дистанции 50 км занял 46-е место с результатом 2:56.00,5, уступив 27 минут 14,7 секунды выигравшему золото Уле Эллефсетеру из Норвегии. В эстафете 4х10 км сборная Канады, за которую также выступали Нильс Скулбру, Рольф Петтерсен и Эско Кару, заняла 14-е место с результатом 2:29.12,7, проиграв 20 минут 39,2 секунды завоевавшей золото сборной Норвегии.
После окончания выступлений работал волонтёром, а затем функционером на различных постах в Канадской лыжной ассоциации, Федерации лыжных гонок Канады, Международной федерация лыжного спорта. Возглавлял комитет сборных Канады по лыжным гонкам и технический комитет. В 1987—1990 годах был президентом Федерации лыжных гонок Канады.
Автор руководств по тренерской и судейской работе, а также книги о лыжных гонках, выдержавшей три издания совокупным тиражом свыше 40 тысяч экземпляров.
Был одним из основателей Канадской ассоциации лыжных гонок среди ветеранов. В 1981—1990 годах успешно выступал на ветеранских чемпионатах Канады и мира. 
Работал на зимних Олимпийских играх 1976, 1980, 1988 и 1992 годов в качестве тренера, менеджера и официального представителя.
Имеет докторскую степень и степень бакалавра геологии. В течение тридцати лет преподавал геологию и гидрологию в университете Ниписсинга в Норт-Бее.

## Увековечение
В 1983 году был введён в Зал славы Норт-Бея.
В 1989 году Федерация лыжных гонок Канады учредила ежегодную награду для волонтёров от имени Риса в честь его многолетней преданности лыжным гонкам.
В 2003 году введён в Зал славы лыжного спорта Канады.